# Roberto Dietrich
 (janvier 2017).
Si vous disposez d'ouvrages ou d'articles de référence ou si vous connaissez des sites web de qualité traitant du thème abordé ici, merci de compléter l'article en donnant les références utiles à sa vérifiabilité et en les liant à la section « Notes et références ».
Pour les articles homonymes, voir Dietrich.
Roberto Dietrich (né le 9 juin 1964 à Cisnădie) est un économiste et un homme politique roumain, membre du Parti national-libéral.

## Biographie
Il est député européen du 11 au 30 juin 2014 en remplacement d'Ovidiu Silaghi, député démissionnaire. Il fait partie de la minorité des Saxons de Transylvanie.